# Blauer See (Dorsten)
Der Blaue See ist ein künstlich angelegter See im Dorstener Stadtteil Holsterhausen. Er hat eine Fläche von etwa 15 Hektar, ist bis zu vier  Meter tief, fasst 280.000 Kubikmeter Wasser und wird als Betriebswasserspeicher von der RWW Rheinisch-Westfälische Wasserwerksgesellschaft mbH genutzt.

## Geschichte
Die Westfälischen Sand- und Tonwerke Dr. Müller & Co., heute Euroquarz GmbH, betrieben seit Anfang des 20. Jahrhunderts einen Sandtagebau im Gebiet westlich des Zusammenflusses der Bäche Hammbach und Wienbach. Der Sand wurde im Nassabbau mittels Schwimmschaufelbagger gewonnen, da die Grube grundwassererfüllt war.
Nachdem der Abbau eingestellt worden war, lockte der Blaue See mit weißem Sandstrand und klarem „blauen“ Wasser trotz offiziellem Badeverbot nun auch Badegäste an. Nach dem Zweiten Weltkrieg kamen im Sommer Menschenmassen auch aus den Nachbarstädten, um im Blauen See zu schwimmen. Das schon seit den 1920er Jahren bestehende gemeindeeigene, aber kostenpflichtige Strandbad in unmittelbarer Nachbarschaft wurde wegen Besuchermangels schließlich geschlossen.
1955 erwarb die RWW den ehemaligen Sandtagebau. Die mit Grundwasser gefüllte Sandgrube sollte fortan als Reservoir für Brauchwasser dienen und so das Trinkwasserwerk in Dorsten-Holsterhausen entlasten. Größte Abnehmer sind Industriebetriebe und Kraftwerke in der Umgebung. So bezieht das Kraftwerk Scholven sein Kühlwasser vor allem aus dem Blauen See. Bis zu ihrer Schließung war die Zeche Fürst Leopold, die das Wasser für Dampfmaschinen, zur Kohlenstaubbindung unter Tage und als Kühlwasser nutzte ein weiterer Großabnehmer. Die RWW ließ die Ufer des Sees bepflanzen und legte einen Rundweg um den See an. 1976 wurde das sogenannte Seewasserwerk erweitert.

## Betriebswasserwerk

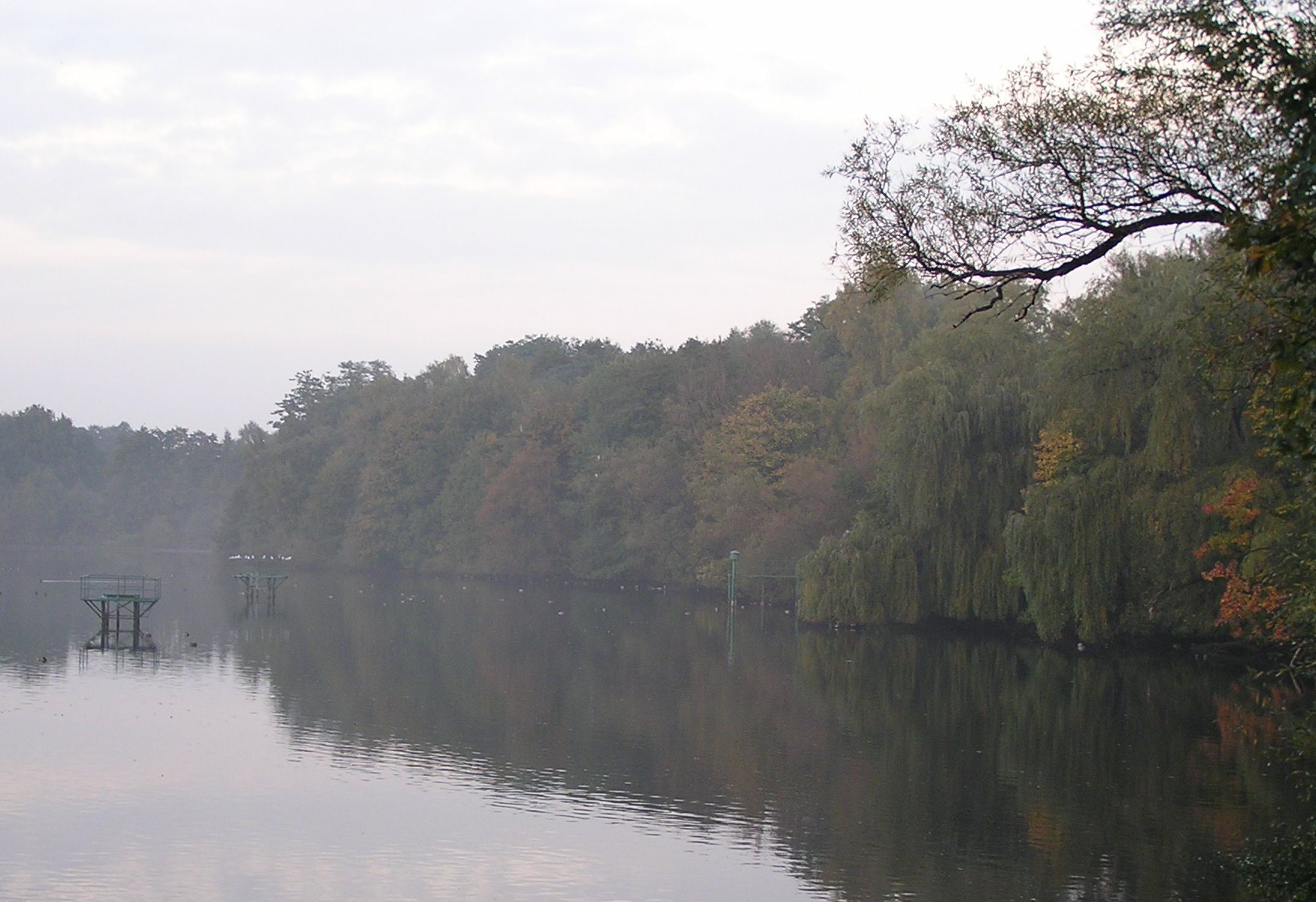
Ostufer mit Entnahmeeinrichtungen

Der See wird durch drei Zugänge mit Wasser gespeist: Der größte Teil wird mittels freiem Gefälle dem Hammbach entnommen und an der Nordseite eingeleitet. Bei erhöhtem Bedarf wird an der Südseite dem See ebenfalls Hammbachwasser mittels Pumpen zugeführt. Außerdem leitet ein Pumpwerk des Lippeverbands 40.000 Kubikmeter Grundwasser im Jahr aus dem von Bergsenkungen betroffenen Wohngebiet Marienviertel in den See.
Am Ostufer befinden sich die zwei Entnahmeeinrichtungen, die bis zu 50.000 Kubikmeter Wasser in das Pumpwerk direkt am See leiten. So werden zurzeit jährlich etwa 11 Millionen Kubikmeter entnommen. Die Steuerung und Überwachung von Zu- und Abläufen erfolgt aus der zentralen Leitwarte der RWW im Wasserwerk Mülheim-Styrum.
Trinkwasser wird dagegen im Wasserwerk Dorsten-Holsterhausen aus Brunnengalerien entlang der Lippe und in der Üfter Mark gewonnen.

## Ökologie
Auf dem Blauen See finden sich vor allem Wasservögel wie Stockenten, Blesshühner und Haubentaucher. Im Herbst finden sich zudem bis zu 200 Kormorane ein. Das Vorkommen von Bioindikatoren wie Edelkrebsen, Bachflohkrebsen, Köcherfliegenlarven und einigen Muschelarten deutet auf eine hohe Wasserqualität hin.
Der ansässige Angelverein Pinn Wipp Dorsten besetzt regelmäßig heimischen Fisch, sodass dort viele Fischarten vertreten sind.